# Gumhöjden
Gumhöjden är en tidigare småort i Gustaf Adolfs socken i Hagfors kommun, Värmlands län. 2015 hade folkmängden i området minskat och småorten upplöstes.